# Article 29 de la Constitution belge
L'article 29 de la Constitution de la Belgique fait partie du titre II « Des Belges et de leurs droits ». Il garantit la confidentialité des lettres envoyées à la poste. 
Il n'a pas été modifié depuis son adoption par le congrès national. Il s'agissait alors de l'article 22 avant la renumérotation.

## Texte de l'article actuel
« Le secret des lettres est inviolable.

La loi détermine quels sont les agents responsables de la violation du secret des lettres confiées à la poste.  »
— Article 29 de la Constitution

## Histoire
L'inviolabilité n'est pas tenue, y compris dans la jurisprudence de la Cour constitutionnelle et de la Cour de cassation : les envois tombés en rebut ou ceux contenant des objets prohibés peuvent être ouvertes par la poste ; le curateur, le directeur d'un établissement pénitentiaire ou le juge d'instruction peuvent consulter des lettres,.
Face aux techniques de communications modernes comme le téléphone, le courrier électronique ou internet, il est suggéré de modifier l'article afin qu'il englobe les « communications privées ». Il serait d'ailleurs plus conforme à l'article 8 de la Convention européenne des droits de l'homme et l'article 22 de la Constitution.